# Rude Tins
Rude Tins ist eine 2003 gegründete Schweizer Ska-Punk-Band aus Brugg mit Ska-, Punk-, Rock- und Reggaeeinflüssen. Der Name „Rude Tins“ ist eine Zusammensetzung aus dem in der Ska Musik oft gebräuchlichen Wort „Rude“ und dem im übertragenen Sinne für die Bläsersektion stehende „Tins“.

## Geschichte
2003 formiert sich die Band und sammelt erste Bühnenerfahrung. 2006 erscheint das Debütalbum Varicoloured mit einem Gastauftritt des Schweizer Reggae Künstlers Elijah. Die Veröffentlichung der zweiten LP Beat the Band erfolgt 2009 auf 808 Records/Leech Records. Die Band geht auf Tour und spielt Konzerte in der Schweiz, Österreich, Deutschland und Belgien. Beat the Band wird auch in Japan veröffentlicht.
2011 arbeiten Rude Tins mit Unterstützung des Schweizer Musiker, Songschreiber und Komponisten Adrian Weyermann an ihrem neuen Projekt State of Flux. Das Aargauer Kuratorium fördert die Band mit einem Produktionsbeitrag. 2012 wird im Neuwerk Studio in Lahr, Deutschland aufgenommen. Die Produktion wird in den Powerplay Studios in Maur, Schweiz gemischt und von Grammy Awards Gewinner Ted Jensen im Sterling Sound Studio in New York, USA gemastert.
Am 26. Oktober 2018 erscheint die Single Year of Disaster als digitaler Release, am 1. Februar 2019 folgt die zweite Auskopplung Fire and Forget mit dazugehörigem Videoclip.
Im März 2019 gehen Rude Tins mit Mad Caddies auf Europatournee, bevor die EP A Picture of Tomorrow im Frühling 2019 definitiv erscheint.
Rude Tins teilte die Bühne mit Bands wie No Use for a Name, Reel Big Fish, Ska-P, The Planet Smashers, Dr. Ring-Ding, Talco, Snitch (Band), Open Season (Band), Babylon Circus, Persiana Jones oder dem New York Ska-Jazz Ensemble.

## Stil
Die Songs von Rude Tins sind ein Stilmix aus Punk, Rock, Ska, Rocksteady und Reggae. Rude Tins nennen zu ihren Einflüssen Ska-Punk-Bands wie Goldfinger (Band), Mad Caddies und Less Than Jake.

## Diskografie
Alben:
- 13. Oktober 2006: Varicoloured (808 Records / Leech Records)
- 20. März 2009: Beat the Band (808 Records / Leech Records)
- 27. September 2013: State of Flux (Subversiv Records / Iracible)
- 26. Oktober 2018: Year of Disaster (Single)
- 1. Februar 2019: Fire and Forget (Single)
- 24. Mai 2019: To a Better Place (Single)
- 20. September 2020: Bitter End (Single)
- 11. November 2022: Forever Young (Single)

## Auszeichnungen
- 2013: Negative White Music Award für den besten nationalen Liveauftritt[3]